# Ветрего (Венеција)
Ветрего је насеље у Италији у округу Венеција, региону Венето.
Према процени из 2011. у насељу је живело 784 становника. Насеље се налази на надморској висини од 1 м.